# Oussama El Azzouzi
Oussama El Azzouzi (ar. أسامة العزوزي; ur. 29 maja 2001 w Veenendaal) – marokańsko-holenderski piłkarz, występujący na pozycji pomocnika we włoskim klubie Bologna FC oraz w reprezentacji Maroka. Uczestnik Pucharu Narodów Afryki 2023.

## Statystyki

### Klubowe
Na podstawie:
| Klub                        | Sezonów | Liga            | Liga  | Liga   | Puchar krajowy | Puchar krajowy | Kontynentalne | Kontynentalne | Suma  | Suma   |
| Klub                        | Sezonów | Liga            | Mecze | Bramki | Mecze          | Bramki         | Mecze         | Bramki        | Mecze | Bramki |
| --------------------------- | ------- | --------------- | ----- | ------ | -------------- | -------------- | ------------- | ------------- | ----- | ------ |
| FC Emmen                    | 1       | Eerste divisie  | 34    | 1      | 2              | 0              | –             | –             | 36    | 1      |
| Royale Union Saint-Gilloise | 1       | Eerste klasse A | 23    | 0      | 4              | 2              | 7             | 0             | 34    | 2      |
| Bologna FC 1909             | 1       | Serie A         | 9     | 0      | 2              | 0              | –             | –             | 11    | 0      |
|                             | Łącznie | Łącznie         | 66    | 1      | 8              | 2              | 7             | 0             | 81    | 3      |

### Reprezentacyjne
Na podstawie:
| Mecze i gole w reprezentacji | Mecze i gole w reprezentacji | Mecze i gole w reprezentacji | Mecze i gole w reprezentacji | Mecze i gole w reprezentacji | Mecze i gole w reprezentacji | Mecze i gole w reprezentacji | Mecze i gole w reprezentacji |
| Lp.                          | Data                         | Miasto                       | Przeciwnik                   | Wynik                        | Gole                         | Inne                         | Rozgrywki                    |
| ---------------------------- | ---------------------------- | ---------------------------- | ---------------------------- | ---------------------------- | ---------------------------- | ---------------------------- | ---------------------------- |
| 1.                           | 17.10.2023                   | Agadir                       | Liberia                      | 3:0 (1:0)                    |                              |                              | Eliminacje PNA 2023          |

## Sukcesy
Na podstawie:

### Klubowe
Z FC Emmen:
- Mistrz II ligi holenderskiej 2021/22

### Reprezentacyjne
- Mistrz Afryki U-23 2023